# Шиманово (Равицький повіт)
Шиманово (пол. Szymanowo, нім. Friedrichsweiler) — село в Польщі, у гміні Равич Равицького повіту Великопольського воєводства.
Населення — 732 особи (2011).

## Демографія
Демографічна структура станом на 31 березня 2011 року:
|          | Загалом | Допрацездатний вік | Працездатний вік | Постпрацездатний вік |
| -------- | ------- | ------------------ | ---------------- | -------------------- |
| Чоловіки | 367     | 86                 | 248              | 33                   |
| Жінки    | 365     | 90                 | 213              | 62                   |
| Разом    | 732     | 176                | 461              | 95                   |